# Margareth Kammerer
Margareth Kammerer (Alto Adige, 1966) è una cantante e chitarrista italiana.

## Biografia
Margareth Kammerer, nata nel Südtirol nel 1966, ha studiato musicologia presso l'università di Bologna dal 1987 al 1993, affiancando a tali attività più prettamente accademiche lezioni di canto con Michiko Hirayama, dal 1991 al 1993. Nel 1989 è stata cofondatrice del gruppo di improvvisazione Laboratorio di Musica & Immagine, mentre nel 1993 ha fondato la band femminile Fastilio.
Nel 1994 la Kammerer si trasferì a Berlino: fu presso la capitale tedesca che nel 1999 fondò il gruppo Guestar con Soybelman, Williamson, Bussmann and Andrea Ermke, risultando particolarmente attiva anche dal punto di vista canoro, rilasciando gli album The Songs That Cannot Stand e Ode an die Langeweile - Eine Hommage an Hanns Eisler.
Dal 2000 la Kammerer ha partecipato anche a vari spettacoli e progetti teatrali, prestando servizio come cantante nella commedia Comas di Laurent Frechuret (1999–2001), in Traum im Herbst di Jon Fosse (2001) e nell'opera Venusmond di Burkhard Stangl und Oswald Egger (2002). Al 2004 risale invece il suo primo album da solista, To Be an Animal of Real Flesh (con Axel Dörner, Chris Abrahams und Tatsuya Yoshida).

## Discografia

### Solista
- 2004 - To Be an Animal of Real Flesh
- 2006 - Concertino Per Voce, Chitarra E Tromba con Axel Dörner
- 2013 - Why Is The Sea So Blue

### Con i Ruby Ruby Ruby
- 2009 - The Shadow of Your Smile